# Gryżyce (przystanek kolejowy)
Gryżyce – zlikwidowany w 1984 roku przystanek kolejowy w Gryżycach na linii kolejowej Krzelów – Leszno Dworzec Mały, w powiecie wołowskim, w województwie dolnośląskim, w Polsce.